# Chiesa di Santa Croce (Fontanellato)
La chiesa di Santa Croce è un luogo di culto cattolico dalle forme gotiche situato in via Luigi Sanvitale 1 a Fontanellato, in provincia e diocesi di Parma; è sede di una parrocchia compresa nella zona pastorale della Bassa.

## Storia
L'originaria cappella dedicata alla santa Croce fu costruita a partire dal 1437 per volere del conte Giberto II Sanvitale; i lavori furono portati a termine nel 1447 dal conte Stefano, che subentrò al padre in seguito alla sua morte; il primo rettore fu Nicolò Sanvitale.
Accanto ad essa sull'attuale via Luigi Sanvitale fu edificata nel 1451 la cappella del Consorzio dei Vivi e dei Morti, su progetto di Giovanni de Trichianis.
Elevata a prevostura nel 1503 su iniziativa del conte Giacomo Antonio Sanvitale, la chiesa fu ampliata e ristrutturata in stile gotico; fu anche innalzato un primo abbozzo di campanile. Nel 1509 fu trasformata in chiesa parrocchiale, ma la completa indipendenza dalla chiesa di San Benedetto di Priorato fu sancita solamente nel 1916 per iniziativa del vescovo Guido Maria Conforti.
Nel 1518 la vicina cappella del Consorzio dei Vivi e dei Morti, fino ad allora comunicante col tempio, fu abbattuta e ricostruita in forme più ampie col consenso del conte Luigi Sanvitale, che cedette il terreno.
Nel 1693 la contessa Paola Simonetta Sanvitale, in esecuzione del testamento dello zio Federico Sanvitale, incaricò Giovanni Battista Biazzi della fabbricazione degli arredi della sagrestia.
Nella prima metà del XVIII secolo la cappella del Consorzio fu nuovamente riedificata.
Nel 1728 il campanile fu in parte risistemato.
Nel 1835 la cappella del Consorzio fu decorata probabilmente dallo scenografo Girolamo Magnani; nello stesso anno il piazzale laterale verso la rocca Sanvitale fu risistemato dall'ingegner Vincenzo Rossi; tra il 1837 e il 1852 gli interni e parte degli esterni della chiesa furono modificati con varie aggiunte neoclassiche, mentre non fu realizzato il progetto di trasformazione del lato sinistro in facciata, più volte proposto, né quello dell'architetto Giovanni Pavarani, che prevedeva la decorazione dei prospetti in stile neoclassico. Nel 1874 fu ultimato il campanile a cura dell'architetto Giacomo Sartori. Verso la fine del XIX secolo fu innalzato, sul luogo dell'antico sepolcreto di Santa Croce che in origine sorgeva accanto alla cappella del Consorzio dei Vivi e dei Morti, un porticato di collegamento con la sagrestia.
Tra il 1912 e il 1916 il tempio fu nuovamente sottoposto a lavori di ristrutturazione in stile neogotico su progetto dell'architetto Lamberto Cusani, allo scopo di riportare alla luce le sue forme originarie; all'interno furono eliminate le cornici ottocentesche, furono rifatti i pavimenti in cotto e furono ricostruiti i basamenti e i capitelli delle colonne e le volte a crociera con costoloni; all'esterno furono realizzate le decorazioni ad archetti pensili in sommità e furono aperti il portale d'accesso e il rosone in facciata e le monofore ad arco ogivale sui fianchi.
Nel 1919 fu chiuso definitivamente il collegamento tra la chiesa e la cappella del Consorzio, che fu adibita a sala parrocchiale.
Nel 1971 la parrocchia del Priorato fu annessa a quella di Santa Croce per decreto del vescovo di Parma Amilcare Pasini, costituendo la nuova parrocchia di Santa Croce e San Benedetto.
Tra il 1999 e il 2001 l'ex cappella del Consorzio e la sagrestia furono sottoposte a lavori di restauro.

## Descrizione

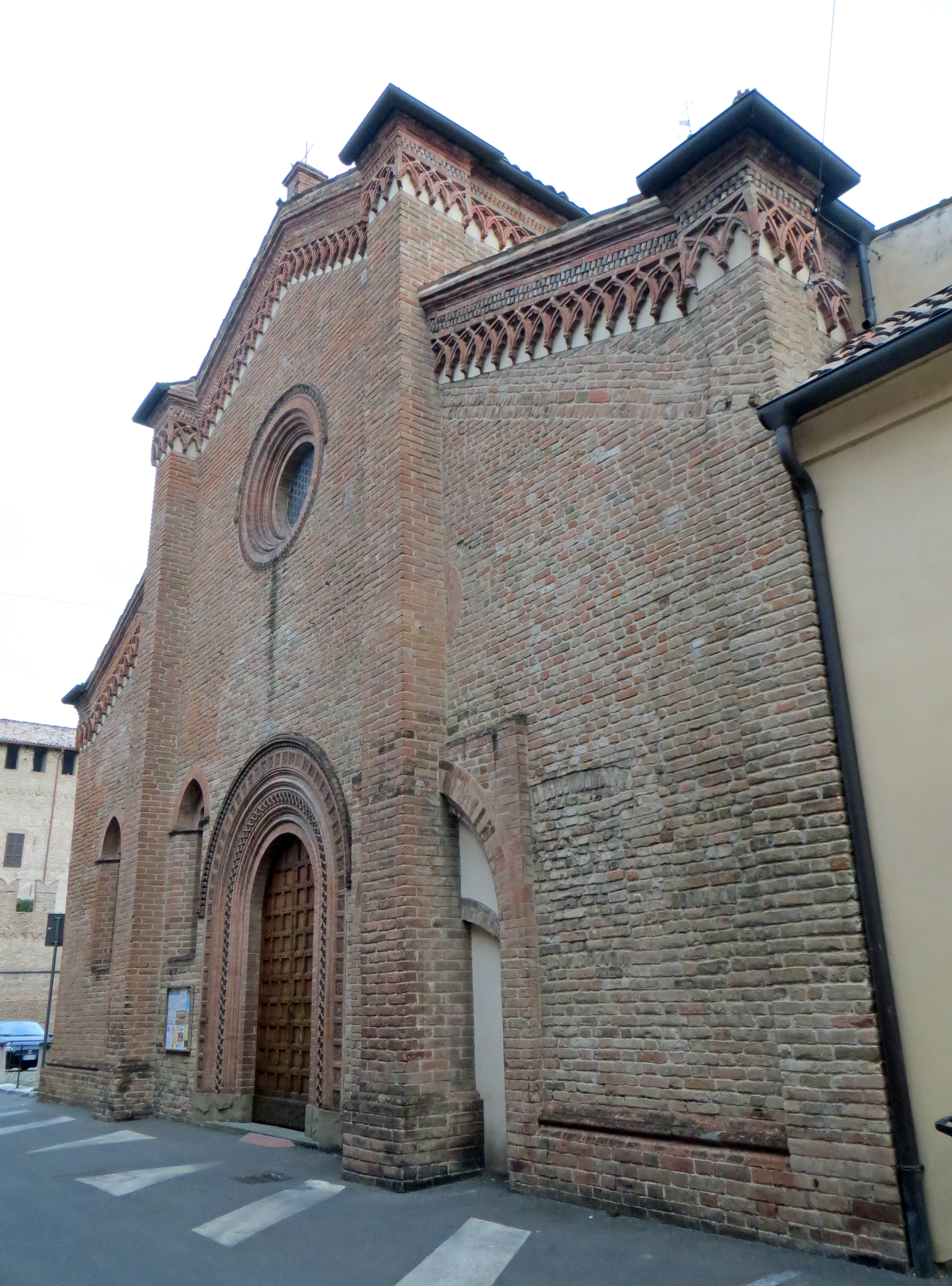
Facciata

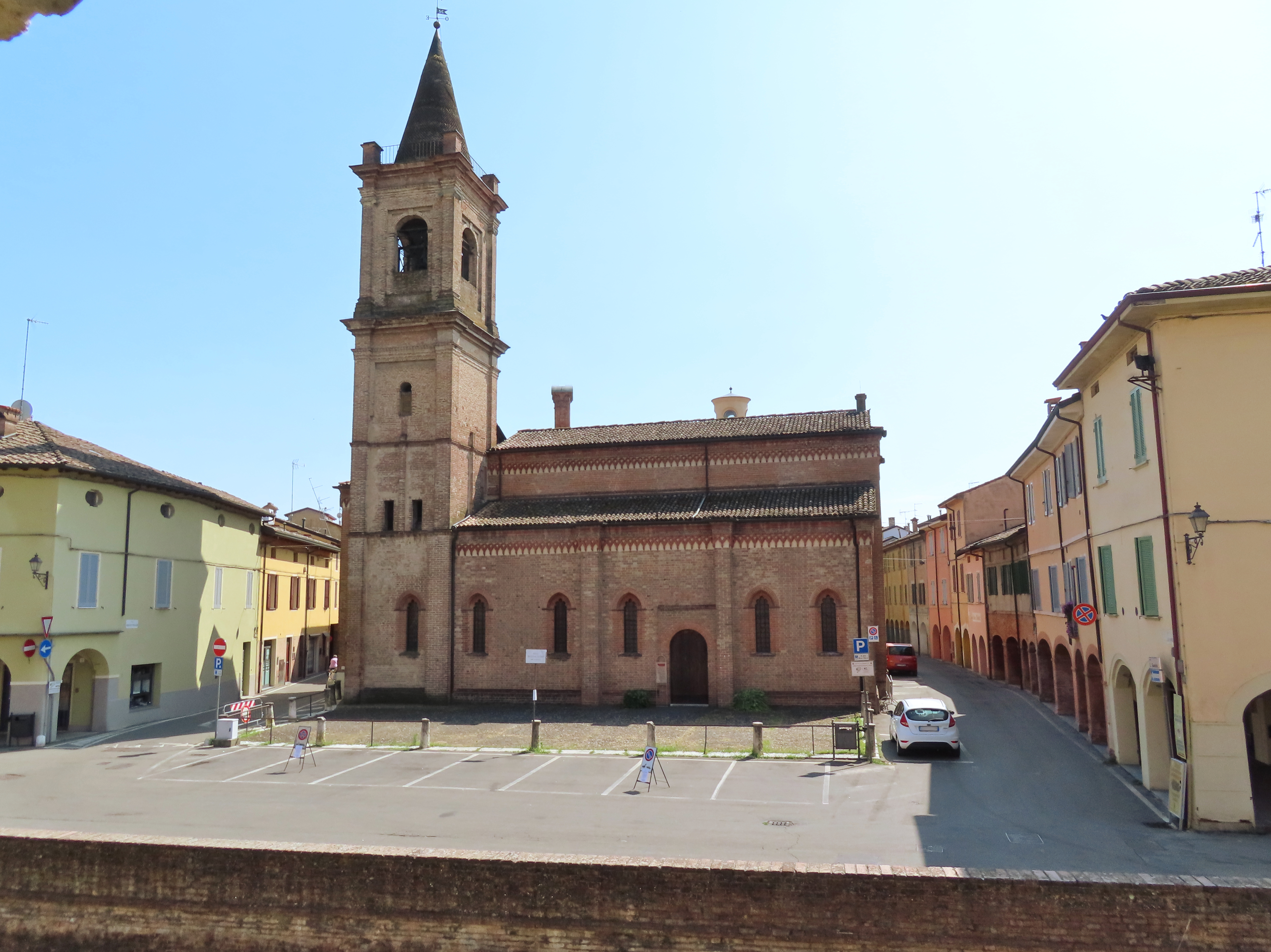
Lato nord

La chiesa si sviluppa su una pianta a tre navate, in adiacenza all'ex cappella del Consorzio dei Vivi e dei Morti, oggi adibita a sala giochi parrocchiale.
L'asimmetrica facciata a salienti, interamente rivestita in laterizio come il fianco verso la rocca Sanvitale, incorpora parte del prospetto della cappella originaria innalzata nel XV secolo; scandita in tre parti da due contrafforti, presenta nella parte centrale un ampio portale ad arco a tutto sesto, contornato da una ricchissima cornice in formelle di cotto; alla sua sinistra si apre una monofora gotica strombata, chiusa superiormente da un arco ogivale, che inquadra internamente un arco lobato in cotto; alla sua destra, invece, appare, parzialmente nascosto dal contrafforte, l'antico arco d'accesso del primitivo luogo di culto; in sommità si staglia un grande rosone, anch'esso contornato da una ricca cornice in formelle di cotto. Nella porzione sinistra si apre infine una seconda monofora gotica, analoga alla precedente, mentre la parte destra è priva di finestre. A coronamento si sviluppa una pregevole cornice ad archetti intrecciati, che prosegue anche lungo i prospetti laterali.

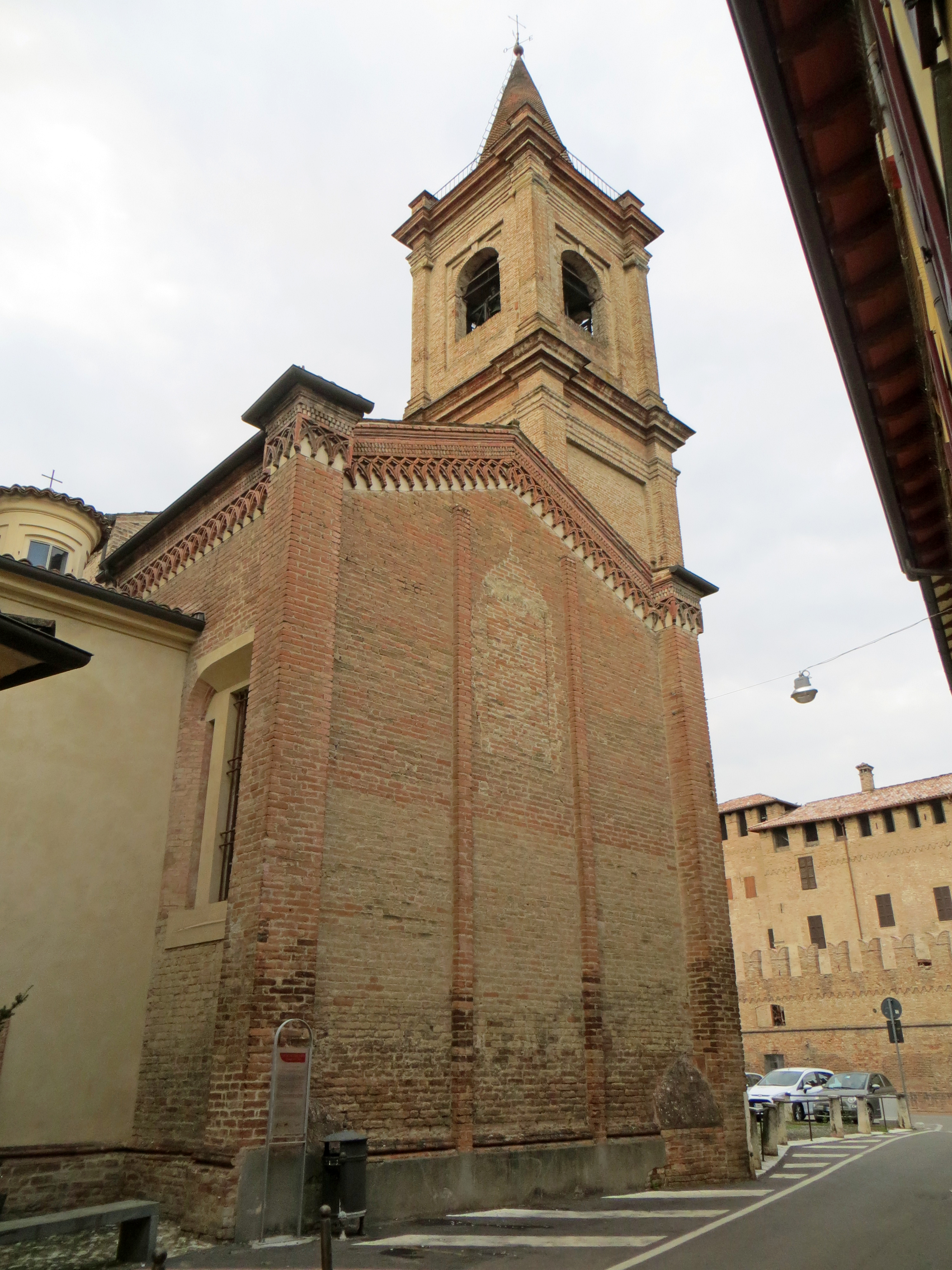
Retro e campanile

La fronte sinistra, verso la rocca, è anch'essa suddivisa in quattro parti da una serie di contrafforti; vi si aprono alcune monofore gotiche analoghe a quelle presenti sulla facciata, oltre ad un ingresso laterale ad arco a tutto sesto; a coronamento prosegue il motivo decorativo ad archetti intrecciati, che si interrompe nell'ultima porzione ove si innalza la torre campanaria; quest'ultima, decorata con alcune fasce orizzontali e lesene verticali, culmina oltre la cella campanaria con una punta di cono realizzata in laterizio, risalente al 1874.

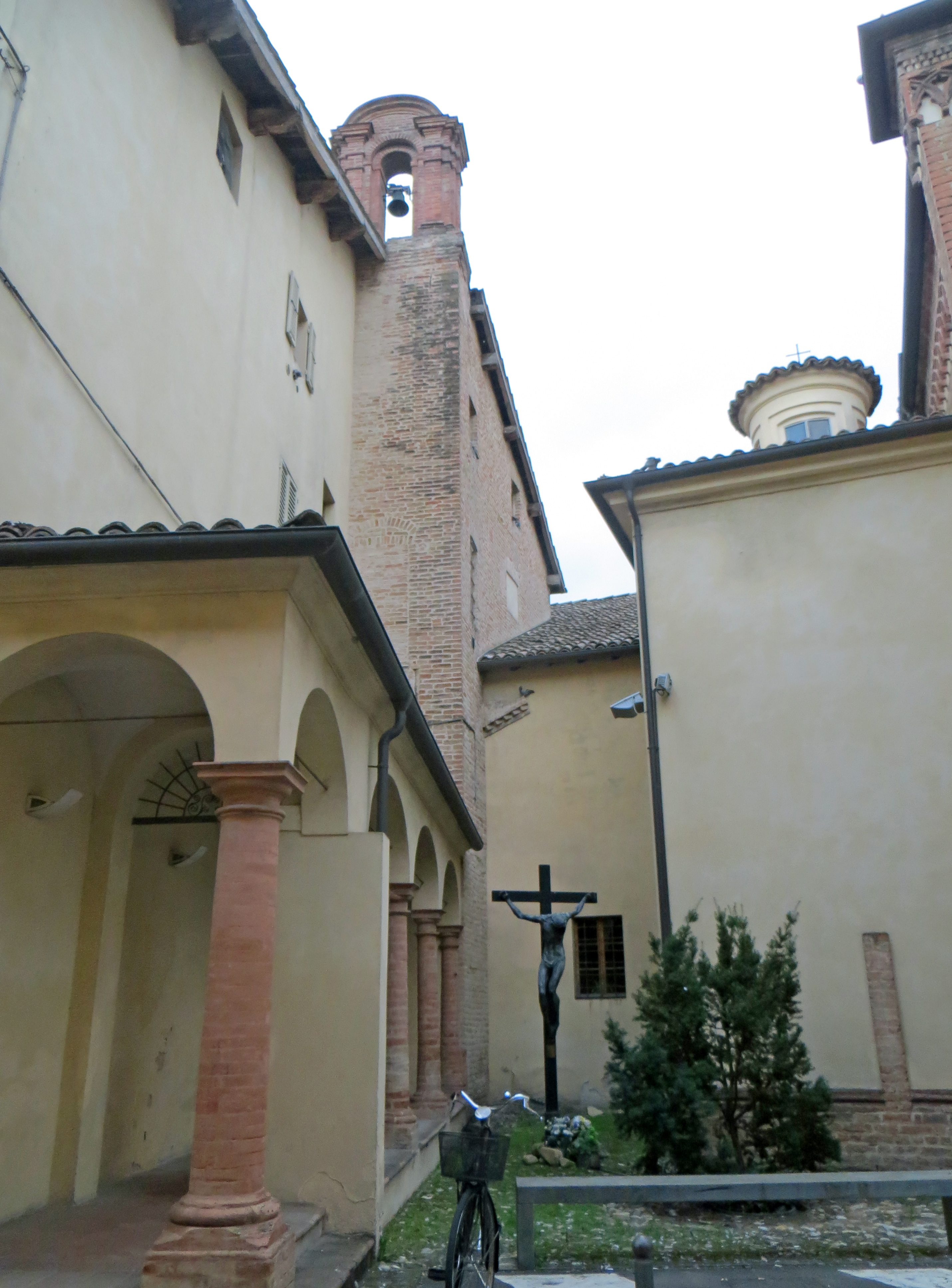
Angolo del Cristo sul retro

Il prospetto destro è invece parzialmente coperto dall'adiacente ex cappella del Consorzio dei Vivi e dei Morti, interamente intonacata, che si sviluppa ortogonalmente alla chiesa e termina a sud con un'ampia abside; la struttura è sovrastata dal tiburio a pianta ovale con lanterna in sommità; gli interni sono decorati con alcuni stucchi eseguiti probabilmente da Antonio Rusca e con affreschi attribuiti a Girolamo Magnani, risalenti al 1835. Accanto ad essa, al confine con l'ultima cappella del lato sinistro del tempio si innalza l'edificio della sagrestia, preceduto da un piccolo portico retto da colonne in mattoni.
All'interno della chiesa le tre navate sono suddivise da ampie arcate a tutto sesto sostenute da pilastri polistili in mattoni, coronati da capitelli in pietra a cubo scantonato, decorati con bassorilievi raffiguranti foglie di loto; in netto contrasto con le pareti intonacate e prive di decorazioni, si aprono in controfacciata e sul lato settentrionale le monofore gotiche contornate da cornici in laterizio; in sommità la navata centrale è coperta da una serie di volte a crociera, anch'esse intonacate.

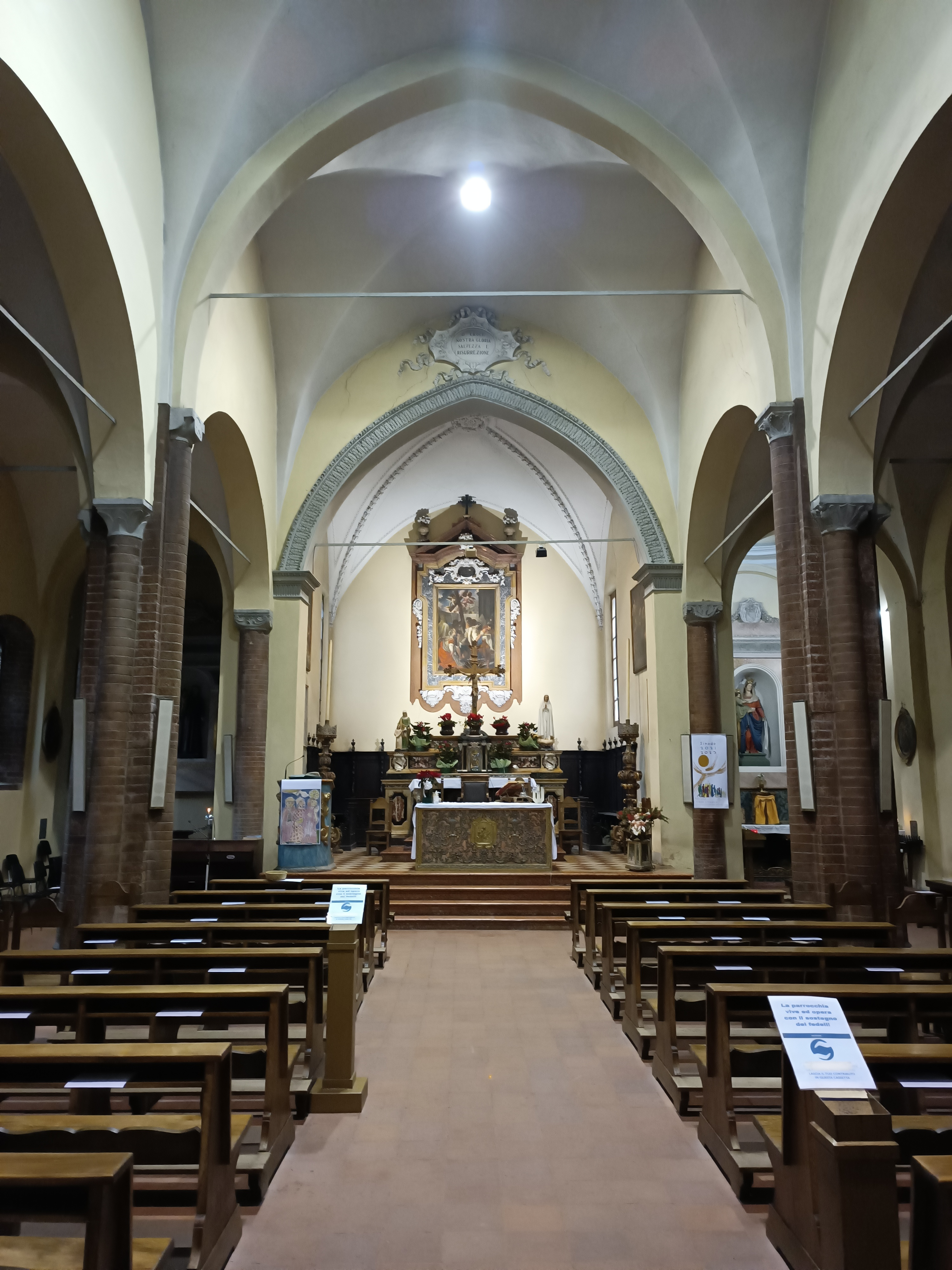
Navate

Ai lati dell'ingresso sono collocate due acquasantiere marmoree attribuite allo scultore Alberto Oliva, mentre superiormente è appesa una grande tela raffigurante la Nascita della Vergine, eseguita probabilmente dal pittore Giovanni Bresciani tra il 1606 e il 1609. Sulla destra è posizionata la cappella col fonte battesimale, decorata col dipinto del Battesimo di Cristo, risalente agli inizi del XVII secolo. Sullo stesso lato si apre più avanti una seconda cappella coronata da cupolino, innalzata in epoca barocca. Al termine delle due navate laterali si aprono simmetricamente altrettante cappelle, decorate con nicchie marmoree contenenti statue di santi. Arricchiscono la chiesa anche un olio rappresentante l'Annunciazione, dei primi del XVII secolo, e la statua della Madonna della cintura, realizzata nel 1850 da Giuseppe Perini su progetto del pittore Luigi Vigotti.
Il presbiterio di pianta rettangolare, aperto sulla navata attraverso un ampio arco a tutto sesto decorato con stucchi, è coronato da una volta a crociera con costoloni ornati da stucchi barocchi. Al centro è collocato l'altare maggiore in marmi policromi, che, ornato con vari stemmi dei Sanvitale in rilievo, fu realizzato nel 1693 probabilmente da Alberto Oliva; nel mezzo è posizionato il pregevole tabernacolo intagliato, risalente agli inizi del XVIII secolo. Sulla parete di fondo si staglia all'interno della monumentale cornice barocca in marmi policromi, scolpita anch'essa dall'Oliva, la pala raffigurante l'Invenzione della Vera Croce, dipinta dal pittore Antonio Nasini nel 1689. Il coro ligneo sottostante, decorato con gli stemmi del conte Federico Sanvitale, prevosto fra il 1677 e il 1693, fu intagliato nel 1696, in esecuzione al suo testamento.

### Sagrestia

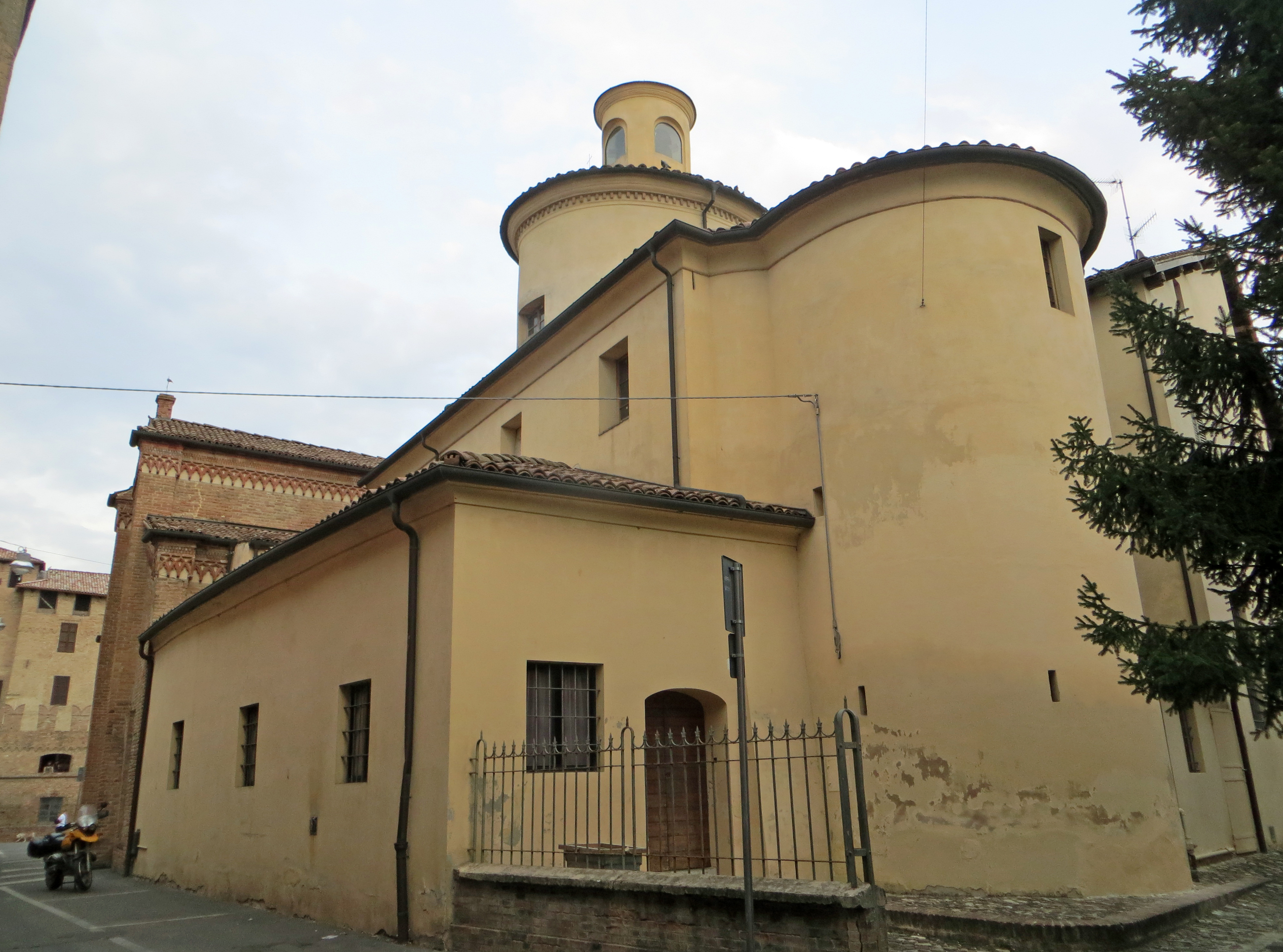
Sagrestia

La sagrestia è preceduta da un corridoio, delimitato su un lato dalla parete meridionale dell'originaria cappella quattrocentesca; il muro è decorato con l'affresco raffigurante la Madonna e San Giuseppe che adorano il bambino, dipinto agli inizi del XVI secolo.
Il locale è caratterizzato dagli arredi lignei in stile barocco, che rivestono interamente le pareti; le credenze e gli armadi, realizzati nel 1693 e restaurati nel 1774 per volere dei conti Sanvitale, sono arricchiti da lesene coronate da capitelli corinzi e decorate con intrecci floreali; le ante sono ornate con cornici concentriche e incise nel mezzo con motivi a foglie d'acanto; in sommità si innalza un'elaborata cimasa riccamente intagliata con motivi vegetali e stemmi dei Sanvitale, che prosegue anche al di sopra delle porte. Di queste, quella di comunicazione con la chiesa è affiancata da due colonne tortili, a sostegno del timpano ad arco al cui centro si staglia un angelo con ali aperte.
Su un altro lato dell'ambiente si innalza fra due finestre un piccolo altare, decorato con una pala raffigurante la Crocifissione, inquadrata da una ricchissima cornice a sostegno del frontone, al cui centro è collocato fra due grifoni un grande stemma dei Sanvitale.
L'ambiente è infine arricchito da una tela rappresentante il Miracolo della Madonna della neve, dipinta da Giovanni Battista Tinti nella seconda metà del XVI secolo.